# Гражданская коалиция (Аргентина)
Гражданская коалиция (на испанском Coalición Cívica) — левоцентристская политическая коалиция в Аргентине. Она была основана Элисой Каррио вокруг одноимённой партии Гражданская коалиция — ARI (Поддержка за эгалитарную республику). Является частью политической группы либералов, в которую входят движения: Союз ради всего (UPT) руководимый Патрисией Буллрих и GEN Generation for a National Encounter руководимый Маргаритой Столбизер.
Каррио участвовала в президентских выборах 2007 от партии Гражданская коалиция, вместе с кандидатом от Социалистической партии сенатором от провинции Санта-Фе, Рубеном Джустиниани. Коалиция проиграла выборы, несмотря на поддержку в больших городах Аргентины.
Ведущие фигуры коалиции, вклющающие Каррио, Булрих и Столблизер, Альфонсо Прата Гэя (бывший глава Центрального банка), сенаторов Марию Эухению Эстенссоро и Самуила Кабанчика. На всеобщих выборах 2007 года к новой расширенной коалиции Каррио отказались присоединиться некоторые лидеры мелких партий, которые сформировали отдельный политический блок под названием Autonomous ARI. В мае 2008 года этот блок во главе с Эдуардо Макалузе объявил о формировании новой партии — Партии солидарности и равенства (Solidaridad e Igualdad — SI). Среди тех, кто покинул партию Гражданская коалиция, были Карлос Раймунди, Леонардо Горбац, Делия Бизутти, Нелида Белоус, Вероника Венас, Эмилио Гарсиа Мендес, Лидия Наим и Мария Гонсалес Сенатор Мария Роза Диас также появилась на презентации Партии солидарности и равенства. Несколько депутатов из числа создавших новую партию победили на выборах 2007 года от партии Гражданская коалиция, после чего заняли политическую позицию против Гражданской коалиции. Депутаты от партии Гражданская коалиция получили места рядом с членами Партии солидарности и равенства в Палате депутатов. Впоследствии сенаторы Мария Роза Диас и Хосе Карлос Мартинес возглавили левую партию ОРВИ в марте 2009 года. С 2009 года Коалиция стала называться как так называемая Гражданская коалиция ОРЗ (CC-ОРЗ) и поддерживает партию Гражданский радикальный союз.